# Ed Westwick
Edward Westwick (Stevenage, Hertfordshire, Anglaterra, 27 de juny de 1987) és un actor i músic britànic. És conegut per interpretar el multimilionari Chuck Bass a Gossip Girl (The CW) i el vocalista del grup de rock The Filthy Youth. També apareix en pel·lícules com S. Darko (2009), Chalet Girl (2011), J. Edgar (2011) i Romeo and Juliet (2013).

## Primers anys
És fill d'un professor de negocis anomenat Peter Westwick i d'una psicòloga educativa anomenada Carole, a més de ser el petit de tres germans. Tant ell com els seus germans van estudiar a St. Ippolyts English Church i a l'Escola de Barclay. Va rodar Breaking and Entering, del difunt Anthony Minghella, mentre estudiava en la Universitat de North Hertfordshire. Era la seva primera pel·lícula.

## Carrera com a actor
Format en el National Youth Theatre de Londres, Ed va actuar en la britànica Doctors, en Casualty i en Afterline. A més, va aparèixer en pel·lícules com Children of Men, Son of Rambow, 100 Feet i la seqüela de Donnie Darko.
Encara que el paper que li ha donat la fama ha sigut el de Chuck Bass, un dels multimillonaris protagonistes de la sèrie Gossip Girl. Els seus companys són Blake Lively, Leighton Meester, Penn Badgley i Chace Crawford.

## Carrera com músic
Westwick també és el cantant de la banda de rock britànica The Filthy Youth, al costat de Allingham Benjamin Lewis, Jimmy Wright, Mitch Cox i John Vooght.

## Filmografia
| Any  | Títol                 | Rol             | Notes                                               |
| ---- | --------------------- | --------------- | --------------------------------------------------- |
| 2004 | Goodbye K'Life        | Nino Salithers  |                                                     |
| 2006 | Fills dels homes      | Alex            |                                                     |
| 2006 | Breaking and Entering | Zoran           |                                                     |
| 2007 | Son of Rambow         | Lawrence Carter |                                                     |
| 2008 | 100 Feet              | Joey            |                                                     |
| 2009 | S. Darko              | Randy Jackson   |                                                     |
| 2010 | The Commuter          | Bell Boy        | Filmada per Nokia                                   |
| 2011 | Chalet Girl           | Jonny           | Dirigida por Phil Traill y escrita por Tom Williams |
| 2011 | J. Edgar              | Agente Smith    |                                                     |
| 2013 | Romeo & Juliet        | Teobaldo        | Dirigida per Carlo Carlei                           |
| 2015 | The Kitchen Sink      | Milan           | Protagonista                                        |

## Televisió
| Any       | Títol           | Rol                | Episodi                              |
| --------- | --------------- | ------------------ | ------------------------------------ |
| 2006      | Doctores        | Holden Edwards     | Episodi "Young Mothers Do Have 'Em"  |
| 2006      | Casualty        | Johnny Cullin      | Episodi "Family Matters"             |
| 2006      | Afterlife       | Darren             | Episodi "Roadside Bouquets"          |
| 2007-2012 | Gossip Girl     | Chuck Bass         |                                      |
| 2009      | Californication | Chris "Balt" Smith | Episodi "The Land of Rape and Honey" |

## Nominacions
| Any  | Premi             | Categoria              | Sèrie       | Resultat  |
| ---- | ----------------- | ---------------------- | ----------- | --------- |
| 2008 | Teen Choice Award | Choice TV Star Male    | Gossip Girl | Guanyador |
| 2008 | Teen Choice Award | Choice TV Villain      | Gossip Girl | Guanyador |
| 2009 | Teen Choice Award | Choice TV Villain      | Gossip Girl | Guanyador |
| 2010 | Teen Choice Award | Choice TV Villain      | Gossip Girl | Nominat   |
| 2011 | Teen Choice Award | Choice TV Villain      | Gossip Girl | Nominat   |
| 2012 | Teen Choice Award | Choice TV Actor: Drama | Gossip Girl | Nominat   |